# Ary Rigo
Ary Rigo (Passo Fundo, 15 de novembro de 1946 – Campo Grande, 30 de setembro de 2021) foi um agrônomo e político brasileiro. Serviu como deputado estadual de Mato Grosso do Sul e primeiro secretário da mesa diretora da Assembleia Legislativa de Mato Grosso do Sul. Foi eleito deputado estadual quatro vezes pelo PTB e duas vezes pelo PDT.

## Biografia
Nasceu em Passo Fundo, no Rio Grande do Sul, e formou-se em agronomia. Foi vice-governador de Mato Grosso do Sul entre 1991 e 1994 e chefe da Casa Civil na gestão de Pedro Pedrossian.
De acordo com uma ação popular de 2002, Rigo se beneficiaria irregularmente de pensões do Fundo Estadual de Aposentadoria do Parlamentar de Mato Grosso do Sul (Fepams). Ele receberia simultaneamente o auxílio, pago a diversos parlamentares (de seis mil a quinze mil reais), e o salário. Perdeu a eleição que disputou em 2010 após denúncias de corrupção.
Foi investigado por suposta prática de caixa 2 durante a campanha eleitoral de 2006. Recebeu recursos não contabilizados de Hyran Garcete, apontado pela Polícia Federal como líder de uma organização criminosa de contrabando de cigarros e lavagem de dinheiro. Gravações telefônicas realizadas na Operação Bola de Fogo, da Polícia Federal, mostram Ary Rigo negociando a doação R$ 40 mil com Hyran Garcete. Após a notificação recebida pelo Tribunal Regional Eleitoral de Mato Grosso do Sul sobre as irregularidades, Ary Rigo retificou sua prestação de contas, ainda dentro do prazo legal. Foi absolvido por unanimidade pelo TRE-MS em junho de 2007. A Procuradoria Regional Eleitoral recorreu da decisão ao Tribunal Superior Eleitoral.
Rigo morreu em 30 de setembro de 2021, aos 74 anos de idade. O político foi internado no Hospital da Unimed depois de sofrer uma queda em casa, e ficou em estado grave por causa da descoberta de coágulo no cérebro. 